# 私はラブ・リーガル
『私はラブ・リーガル』（わたしはラブ・リーガル、原題：Drop Dead Diva）は、ライフタイム・テレビで、2009年7月12日から2014年まで放送されたアメリカのコメディ-ドラマ/ファンタジーテレビシリーズ。

## 概要
ジョシュ・バーマン創作、ソニー・ピクチャーズ テレビジョン制作の1時間番組。知的とは言えないけどファッションモデルの魂が、才気溢れ思慮深いけれど肥満の弁護士ジェーンの体に宿る。舞台女優のブルック・エリオットが、ジェーンを主演する。
2010年9月23日、13エピソードからなる第3シーズンの放送が決定し、2011年9月22日には、第4シーズンの放送が決定し、2012年6月3日から放送が開始され、2012年9月に第4シーズンの最終回を迎えた。その後、ライフタイムテレビは、視聴率低迷を理由にその回を以って終了する決定を下したが、2013年3月1日にその判断を覆し、第5シーズンの続行が決定。番組終了の原因が視聴率低迷ではなく、製作費など金銭面でのトラブルが原因だったため、同ドラマを製作しているソニー・ピクチャーズTVと放送局のライフタイムは双方ともコストカットに同意し、第5シーズンの製作が可能になったという。
日本における地上波放送ではメ〜テレが初放送（2013年8月5日 - 2013年11月11日）。TOKYO MXも放送した（2013年10月4日 - ）。テレビ東京でも『海外ドラマセレクション』枠（月 - 金曜）にて2018年4月11日から4月27日までシーズン1を、2018年7月12日から8月22日までシーズン2・シーズン3を放送した他、2019年1月7日から1月24日までシーズン4を放送した他、『ドラマセレクション』枠（火 - 木曜）にて2019年5月21日から6月13日までシーズン5が、深夜枠（時間不定）にて2019年6月23日からシーズン6が放送されている。

## キャスト

### メイン
ジェーン・ビンガム
演 - ブルック・エリオット、日本語吹替 - 野々目良子
この作品の主人公。巨体で有能な弁護士。ファッションにもこだわらない一面を面白味がないと周囲に思われている。デビーの魂が入ると、記憶や性格は基本的にデビーのものだが、ジェーンの記憶や弁護能力も受け継いでいる。元のジェーンは天国の手前でデビーの魂が入ったジェーンの姿を見ていたが、オーウェンと結婚式で幸せになる予定のジェーン（デビー）に嫉妬して、フレッドの隙をついて地上に降りる。新しい肉体はブリトニーという下着モデルの女性だった。ブリトニー（ジェーン）は元の肉体を離れる前にやり残していた死刑囚の無実の罪を晴らす仕事をジェーン（デビー）と協力してやりとげたあと、昔からの夢だったパリに向けて出発した。
テリー・リー
演 - マーガレット・チョー、日本語吹替 - 鯨エマ
ジェーンの同僚であり、友人でもある理解者。秘書だが、調査でも能力を発揮する。本当は歌手・エンターテイナー志望でオーディションをいろいろ受けるがうまくいかない。
ステイシー・バレット
演 - エイプリル・ボールビー、日本語吹替 - 寺田はるひ
デビーの親友。デビーと同じモデルで、仕事に対してプライドが高い一面があるが、友人から陰口を叩かれていたデビーの悪口を言わず、亡くなった時には泣いたなど友達思いの優しい性格。セレブになることが夢で、ドラマのレギュラー役を掴むが一悶着あって降板。その後、ペーキというスイーツビジネスで成功。会社ごと売却すると、子供は欲しいが結婚はしたくないため人工授精の精子の提供をオーウェンに依頼して妊娠するが、オーウェン自身と交際、結婚することになる。
ジェーンがデビーであることを知る唯一の人間。
キム・カズウェル
演 - ケイト・レヴァリング、日本語吹替 - 魏涼子
ジェーンの同僚。美人だが仕事に対する情熱はなく、ブランド品で身を固めている成金女性。パーカーと交際し、パーカーの子供を妊娠出産するが、結婚はせずシングルマザーの道を選ぶ。実際は両親が離婚し苦学して弁護士になった女性で、仕事でも有能な面を見せて最終的には事務所の代表パートナーになった。
グレイソン・ケント
演 - ジャクソン・ハースト、日本語吹替 - 森川智之
ジェーンの同僚。デビーの恋人だった。デビーを忘れられず、ジェーンの中にデビーの面影を見いだしたり、新しい恋をするのはデビーへの裏切りではないかという葛藤に苦しむ。
J・パーカー
演 - ジョシュ・スタンバーグ、日本語吹替 - 横島亘
ジェーンの上司。事務所のオーナー兼代表パートナー。悪い人間ではないが、節操がなく、女性に手を出し、その夫が怒りで銃を持ち、事務所に乗り込んだ際にジェーンに発砲されたことが、物語の発端のひとつとなる。トロントに住む別の女性とその間にできた息子と暮らすために事務所からは退任。事務所オーナーとして持ち分をもっていて経営に口出ししていたが、ジェーンが意図的にミスをして弁護過誤による巨額の賠償金請求される可能性が高くなった裁判で自分にまで請求される恐れから持ち分をすべて放棄し、完全に事務所と無関係になった。その裁判自体はジェーンのシナリオ通りに逆転勝訴した。
オーウェン・フレンチ
演 - レックス・メドリン、日本語吹替 - 遠藤純一
判事。ジェーンと交際、婚約するが結婚式の当日、ジェーンとグレイソンがキスしていたことから破談。第5シーズンに経営危機になったパーカーの事務所に管財人として乗り込む。債務が解消され、パーカーが事務所から引退したあと代表パートナーに就任した。
フレッド
演 - ベン・フェルドマン、日本語吹替 - 野島健児
守護天使。あの世の門番を勤めていたが、デビーの勝手な行動で罰をくらい、降格して彼女が乗り移ったジェーンの守護天使、付き人となった。第3シーズンでステイシーとの恋愛関係になったが、天使が人間と恋愛関係になることは禁止されているためフレッドは地上勤務を解任され地上で過ごした記憶はすべて消去されてしまった。第4シーズン最終話では左遷されていたが元のジェーンの地上に戻りたいという願いを断わるが隙をつかれて、元のジェーンの魂を地上に降ろしてしまう。最終となる第6シーズンではグレイソンが昇天したとき、あの世の受付主任に出世していたが、グレイソンが地上に戻ることを手助けした。
ルーク・ダニエルズ
演 - カーター・マッキンタイア、日本語吹替 - 前田一世
2代目守護天使。
ポール
演 - ジャスティン・ディーリー、日本語吹替 - 稲垣拓哉
3代目守護天使。

### 準レギュラー
デビー・ドブキンズ
演 - ブルック・ドーセイ、日本語吹替 - 永田亮子
この作品の主人公の一人。トップモデルを夢見るモデル。運転中に携帯で話しながら、よそ見をしていたことで交通事故死するなど、だらしない性格で、友人たちからも節操がないと陰口を叩かれているが、フレッドいわく「良いところは全然ないけど、悪いところも全然ない」とのこと。
ポーラ・アブドゥル判事
演 - ポーラ・アブドゥル、日本語吹替 - 葛城七穂
本人役。ジェーンの夢の中に度々出てくる存在。何故か判事をしている。
マデリン・サマーズ判事
演 - ロージー・オドネル、日本語吹替 - 上村典子
ジェーンの友人でもある判事。
ボビー・ドブキンズ
演 - シャロン・ローレンス、日本語吹替 - 中村まり子
デビーの母親。
エレーン・ビンガム
演 - フェイス・プリンス、日本語吹替 - 藤田淑子
ジェーンの母親。

## エピソード

### シーズン1
- アメリカ (ライフタイム):2009年7月12日 - 2009年10月11日(毎週日曜日 21:00 - (東部標準時))
- 日本(WOWOW)
  - 吹替版：2010年10月12日 -（火曜日 23:00 - (JST)）[要検証 – ノート]
  - 字幕版：2010年10月16日 -（土曜日 11:00 - (JST)）[要検証 – ノート]

| 話号   | 日本語版の題                        | 原題               | 監督                     | 脚本                                           | ゲスト                                                   |
| ------ | ----------------------------------- | ------------------ | ------------------------ | ---------------------------------------------- | -------------------------------------------------------- |
| 第01話 | 地上に落ちた天使                    | Pilot              | ジェームズ・ハイマン     | ジョシュ・バーマン                             |                                                          |
| 第02話 | 見た目は重要？                      | The 'F' Word       | ロン・アンダーウッド     | カーラ・ケッテナー ジョシュ・バーマン          |                                                          |
| 第03話 | バカンスは夢の 彼方に               | Do Over            | マイケル・ラング         | アレックス・タウブ                             | ロージー・オドネル                                       |
| 第04話 | 愛しのデヴィッド・ ベッカム         | The Chinese Wall   | ローレンス・スリリング   | ザーニア・セントジョン                         |                                                          |
| 第05話 | 8年分のバースデー                   | Lost &Found        | デイビッド・ペトラルカ   | ジャネット・コリンズ ミミ・フリードマン        |                                                          |
| 第06話 | セカンド・チャンス                  | Second Chances     | マイケル・シュルツ       | ジェフリー・リップマン                         | ティム・ガン ジョージャ・フォックス エリオット・グールド |
| 第07話 | 魔法のクスリ                        | The Magic Bullet   | ジェイミー・バビット     | ショーン・スケップス                           | キャシー・ナジミー                                       |
| 第08話 | 再会はロマンティックに              | Crazy!             | メラニー・メイロン       | モーリサ・タンチャローエン                     |                                                          |
| 第09話 | ドレスの行方                        | The Dress          | デイビッド・ペトラルカ   | ジョシュ・バーマン                             | ポーラ・アブドゥル                                       |
| 第10話 | 出会いは突然に                      | Make Me a Match    | マット・ヘースティングス | ザーニア・セントジョン                         | ライザ・ミネリ                                           |
| 第11話 | もしもあの時…                       | What If            | ベサニー・ルーニー       | ジャネット・コリンズ ミミ・フリードマン        |                                                          |
| 第12話 | デッド・モデル・ウォーキング        | Dead Model Walking | ロン・アンダーウッド     | エイミー・アンド・ウェンディー・エンゲルバーグ |                                                          |
| 第13話 | グレイソンズ・アナトミー 恋の法廷学 | Grayson's Anatomy  | デイビッド・ペトラルカ   | アレックス・タウブ ジェフリー・リップマン      |                                                          |

### シーズン2
- アメリカ (ライフタイム):2010年6月6日 - 2010年8月29日(毎週日曜日 20:00 - (東部標準時))
- 日本(WOWOW)
  - 吹替版：2011年10月6日 -（火曜日 23:00 - (JST)）
  - 字幕版：2011年10月8日 -（土曜日 8:00 - (JST)）

| 話号   | 日本語版の題                          | 原題                  | 監督                     | 脚本                                                  |
| ------ | ------------------------------------- | --------------------- | ------------------------ | ----------------------------------------------------- |
| 第1話  | 夫と彼氏、フクザツな事情              | Would I Lie To You?   | マイケル・ラング         | ジョシュ・バーマン                                    |
| 第2話  | 過去の私にサヨナラを                  | Back From the Dead    | メラニー・メイロン       | アレックス・タウブ                                    |
| 第3話  | ロマンスへの長い道                    | The Ling Road to Napa | ジェイミー・バビット     | ジェレミー・リットマン モーガン・ジェンデル           |
| 第4話  | 君のいるべき場所                      | Home and Away         | ケビン・ダウリング       | ジェフリー・リップマン                                |
| 第5話  | センチメンタルジャーニー              | Senti-Mental Journey  | リック・ローゼンタール   | ジャネット・コリンズ ミミ・フリードマン               |
| 第6話  | 夢と憧れ                              | Begin Again           | マイケル・ラング         | ディビット・フェイグ                                  |
| 第7話  | ママの秘密                            | A Mother's Secret     | アーリーン・サンフォード | ジョシュ・バーマン                                    |
| 第8話  | スカーフを巻いた悪魔                  | Queen of Mean         | マイケル・グロスマン     | エイミー・エンゲルバーグ ウェンディー・エンゲルバーグ |
| 第9話  | 若さは女の武器！？                    | Last Year's Model     | ジェイミー・バビット     | ジェフリー・リップマン アレックス・タウブ             |
| 第10話 | ウィル＆グレイソン ふたりはライバル？ | Will&Grayson          | デビット・ウォーレン     | ジェレミー・リットマン モーガン・ジェンデル           |
| 第11話 | 悲しみの期限                          | Good Grief            | ベサニー・ルーニー       | ジャネット・コリンズ ミミ・フリードマン               |
| 第12話 | 危険なバッド・ガール                  | Bad Girls             | ジョン・ターレスキー     | エイミー・エンゲルバーグ ウェンディー・エンゲルバーグ |
| 第13話 | 時を止めないで                        | Freeze the Day        | マイケル・ラング         | アレックス・タウブ ジェフリー・リップマン             |

### シーズン3
- アメリカ (ライフタイム):2011年6月19日 - 2011年9月25日 (毎週日曜日 21:00 (東部標準時))
- 日本(WOWOW)
  - 吹替版：2012年8月2日 - 10月25日 (毎週木曜 23:00 - 23:55)
  - 字幕版：2012年8月3日 - 10月26日 (毎週金曜 24:15 - 25:10)

| 話号   | 日本語版の題             | 原題              | 監督                 | 脚本                                                                              |
| ------ | ------------------------ | ----------------- | -------------------- | --------------------------------------------------------------------------------- |
| 第1話  | 悲しき友情               | Hit and Run       | ジェイミー・バビット | ジョシュ・バーマン                                                                |
| 第2話  | ハウ・トゥ・メイク・ラブ | False Alarm       | マイケル・グロスマン | アレックス・タウブ                                                                |
| 第3話  | 理想のカンケイ           | Dream Big         | マーサ・クーリッジ   | ロブ・ライト                                                                      |
| 第4話  | 涙のウェディング・ベル   | The Wedding       | ケヴィン・フックス   | サンディー・イザック                                                              |
| 第5話  | 憧れのプロム             | The Prom          | ジェイミー・バビット | サラ・マクラフリン                                                                |
| 第6話  | 検事ジェーン・ビンガム   | Closure           | マイケル・グロスマン | ウイリアム・N・フォージーズ                                                       |
| 第7話  | 2人のママ                | Mothers Day       | ケビン・フックス     | ジェフリー・リップマン                                                            |
| 第8話  | チアリーダーの復讐       | He Said, She Said | ティム・マシスン     | エイミー・エンゲルバーグ ウェンディー・エンゲルバーグ                             |
| 第9話  | カジノの誘惑             | You Bet Your Life | ドワイト・H・リトル  | ロブ・ライト                                                                      |
| 第10話 | ジェーン、クビになる!?   | Toxic             | マイケル・シュルツ   | サンディー・イザック サラ・マクラフリン                                           |
| 第11話 | 罪深きオトナたち         | Ah Men            | マイケル・ラング     | アレックス・タウブ ジェフリー・リップマン                                         |
| 第12話 | 女王様にはご用心         | Bride-a-Palooza   | マイケル・グロスマン | エイミー・エンゲルバーグ ウェンディー・エンゲルバーグ ウイリアム・N・フォージーズ |
| 第13話 | ハートは誰の手に         | Change of Heart   | ジェイミー・バビット | ジェフリー・リップマン アレックス・タウブ                                         |

### シーズン4
- アメリカ (ライフタイム):2012年6月19日 - 2012年9月25日 (毎週日曜日 21:00 (東部標準時))
- 日本(WOWOW)
  - 吹替版：2013年11月21日 - (毎週木曜 23:00 - 24:00)
  - 字幕版：2012年11月22日 - (毎週金曜 24:10 - 25:00)

| 話号   | 日本語版の題              | 原題               | 監督                    | 脚本                                                                              |
| ------ | ------------------------- | ------------------ | ----------------------- | --------------------------------------------------------------------------------- |
| 第1話  | おかえり、ジェーン!       | Welcome Back       | マイケル・グロスマン    | ジョシュ・バーマン                                                                |
| 第2話  | 届かないラストソング      | Home               | ドワイト・リトル        | アレックス・タウブ                                                                |
| 第3話  | 天国から仲間がやってきた? | Freak Show         | ジョン・マレー          | ロブ・ライト                                                                      |
| 第4話  | 恋するペーキ              | Winning Ugly       | ジェイミー・バビット    | アルフォンソ・H・モレノ                                                           |
| 第5話  | 憧れのプリンセス          | Happily Ever After | ティム・マシスン        | エイミー・エンゲルバーグ ウェンディー・エンゲルバーグ                             |
| 第6話  | 裏切られた誓い            | Rigged             | J・ミラー・トビン       | リン・E・リット ウイリアム・N・フォージーズ                                       |
| 第7話  | サヨナラの儀式            | Crushed            | マイケル・グロスマン    | ジョシュ・バーマン                                                                |
| 第8話  | 満月のキス                | Road Trip          | ケビン・フックス        | ジェフリー・リップマン                                                            |
| 第9話  | 撤回されたプロポーズ      | Ashes to Ashes     | マイケル・グロスマン    | ロブ・ライト                                                                      |
| 第10話 | リトル・デビーの思い出    | Lady Parts         | ロバート・J・ウィルソン | ウイリアム・N・フォージーズ リン・E・リット                                       |
| 第11話 | 狙われたフィアンセ        | Family Matters     | オージー・ヘス          | エイミー・エンゲルバーグ ウェンディー・エンゲルバーグ ウイリアム・N・フォージーズ |
| 第12話 | 最強の弁護士ペア！？      | Picks &Pakes       | ジェイミー・バビット    | ジョスア・V・ギルバート オスカー・バルダーラマ                                    |
| 第13話 | ジェーンの結婚式          | Change of Heart    | マイケル・グロスマン    | ジョシュ・バーマン ジェフリー・リップマン                                         |

### シーズン5
- アメリカ (ライフタイム):2013年6月23日 - 2013年11月3日 (毎週日曜日 21:00 (東部標準時))
- 日本(WOWOW)

| 話号   | 日本語版の題                 | 原題                   | 監督                    | 脚本                                                  |
| ------ | ---------------------------- | ---------------------- | ----------------------- | ----------------------------------------------------- |
| 第1話  | 本物のジェーンをさがせ!      | Back from the Dead     | ロバート・J・ウィルソン | ジョシュ・バーマン                                    |
| 第2話  | ジェーンvsジェーン           | The Real Jane          | マイケル・グロスマン    | ジョシュ・バーマン                                    |
| 第3話  | 指輪を外すとき               | Surrogates             | J・ミラー・トビン       | ジェフリー・リップマン ディビット・フェイグ           |
| 第4話  | 不誠実の代償                 | Cheaters               | デヴィッド・グロスマン  | エイミー・エンゲルバーグ ウェンディー・エンゲルバーグ |
| 第5話  | 最高のパートナー             | Secret Lives           | マイケル・グロスマン    | マーティ・スコット                                    |
| 第6話  | 決め手は直感!?               | Fool for Love          | マイケル・グロスマン    | スティーヴ・リクトマン                                |
| 第7話  | 疑惑のビューティー・クイーン | Missed Congeniality    | ベサニー・ルーニー      | ディビット・フェイグ ジェフリー・リップマン           |
| 第8話  | すれ違う2人                  | 50 Shades of Grayson   | マイケル・グロスマン    | ジョシュ・バーマン マーティ・スコット                 |
| 第9話  | 傷つけられた信頼             | Trust Me               | マイケル・グロスマン    | ザック・ハグ                                          |
| 第10話 | キスは裏切りの味!?           | The Kiss               | ジェイミー・バビット    | エイミー・エンゲルバーグ ディビット・フェイグ         |
| 第11話 | 消せない気持ち               | One Shot               | ドワイト・リトル        | ウェンディー・エンゲルバーグ ジェフリー・リップマン   |
| 第12話 | 彼の隣に座るのは?            | Guess Who's Coming     | マイケル・グロスマン    | エリック・バックマン                                  |
| 第13話 | ヒミツの終わり               | Jane's Secret Revealed | ロバート・J・ウィルソン | ジョシュ・バーマン                                    |

### シーズン6
- アメリカ (ライフタイム):2014年3月23日 - 2014年6月22日 (毎週日曜日 21:00 (東部標準時))

| 話号   | 日本語版の題             | 原題                | 監督                    | 脚本                                                  |
| ------ | ------------------------ | ------------------- | ----------------------- | ----------------------------------------------------- |
| 第1話  | 私はデビー               | Truth &Consequences | ロバート・J・ウィルソン | ジョシュ・バーマン                                    |
| 第2話  | 言えなかった理由         | Soulmates?          | マイケル・グロスマン    | エイミー・エンゲルバーグ ディビット・フェイグ         |
| 第3話  | 初デートをもう一度       | First Date          | ロバート・J・ウィルソン | ジェフリー・リップマン ウェンディー・エンゲルバーグ   |
| 第4話  | 禁じられた愛             | Life &Death         | マイケル・グロスマン    | ジョシュ・バーマン マーティ・スコット                 |
| 第5話  | あなたとの一夜           | Cheers &Jeers       | ロバート・J・ウィルソン | ジェフリー・リップマン ディビット・フェイグ           |
| 第6話  | デスパレートな女たち     | Desperate Housewife | マイケル・グロスマン    | エイミー・エンゲルバーグ ウェンディー・エンゲルバーグ |
| 第7話  | 「愛してる」のタイミング | Sister Act          | ロバート・J・ウィルソン | ジョシュ・バーマン マーティ・スコット                 |
| 第8話  | オトコの勝負時           | Identity Crisis     | ロバート・J・ウィルソン | エイミー・エンゲルバーグ ディビット・フェイグ         |
| 第9話  | エンゲージリングは涙の色 | Hope and Glory      | ベサニー・ルーニー      | ジェフリー・リップマン ウェンディー・エンゲルバーグ   |
| 第10話 | アイム・バック！         | No Return           | マイケル・グロスマン    | ジョシュ・バーマン マーティ・スコット                 |
| 第11話 | 恋人は死刑囚！？         | Afterlife           | ドワイト・リトル        | マーティ・スコット タイラー・ディヌッチ               |
| 第12話 | ジェーンの決断           | Hero                | J・ミラー・トビン       | エリック・バックマン                                  |
| 第13話 | カレと私のラブソング     | It Had To Be You    | ロバート・J・ウィルソン | ジョシュ・バーマン                                    |